# Doigt de Sainte-Anne
Le Doigt de Sainte-Anne est un neck, un piton volcanique, situé dans les îles Kerguelen des Terres australes et antarctiques françaises.

## Toponymie
Anciennement dénommé le Pain de Sucre sur la carte de la société des îles Kerguelen des Frères Bossière jusqu'en 1911, le nom définitif et officiel de la formation est attribué par Raymond Rallier du Baty en 1908 et en 1913 – repris dans sa carte de l'archipel en 1922 – lors de ses deux voyages à Kerguelen en raison de la nature remarquable de la formation géologique qui lui rappelle le nom de sainte Anne donné en usage dans sa Bretagne natale à ce type de structure (éminence isolée ou menhir).

## Géographie
Le Doigt de Sainte-Anne se trouve sur le littoral occidental de la péninsule Gallieni, une péninsule du Sud de la Grande Terre, l'île principale de l'archipel. Il surplombe la baie Larose de ses 235 mètres d'altitude et fait partie des structures naturelles parmi les plus connues du district avec l'arche des Kerguelen.